# I Miss You (Darren Hayes)
I Miss You è un singolo del cantante australiano Darren Hayes, pubblicato nel 2002 ed estratto dall'album Spin.

## Tracce
Australia
1. I Miss You (Dallas Austin Mix) – 3:28
2. I Miss You (radio edit) – 3:31
3. Crush (1980 Me) (Crush on Holiday Remix) – 4:24
4. Where You Want to Be (original demo recording) – 6:21